# Hueso isquion
El hueso isquion, isquion o isquión es cada uno de los huesos situados en la pelvis que forman parte de cada coxal, al fusionarse con el ilion y el pubis.
Es divisible en dos porciones: el cuerpo y la rama del isquion. Es un hueso plano
La protuberancia o tuberosidad isquiática es el promontorio posteroinferior del isquion.
Según el Rouviere, en el isquion se inserta la cara medial de la fascia inferior del diafragma urogenital o pélvico.

## Galería

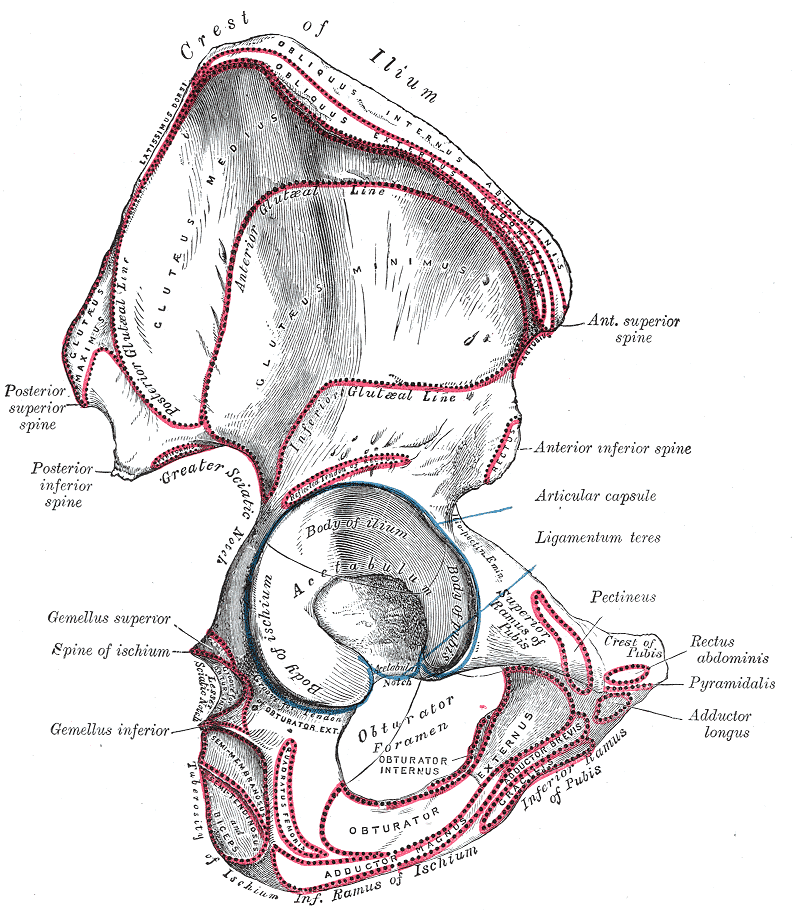
Hueso cadera derecha. Superficie externa
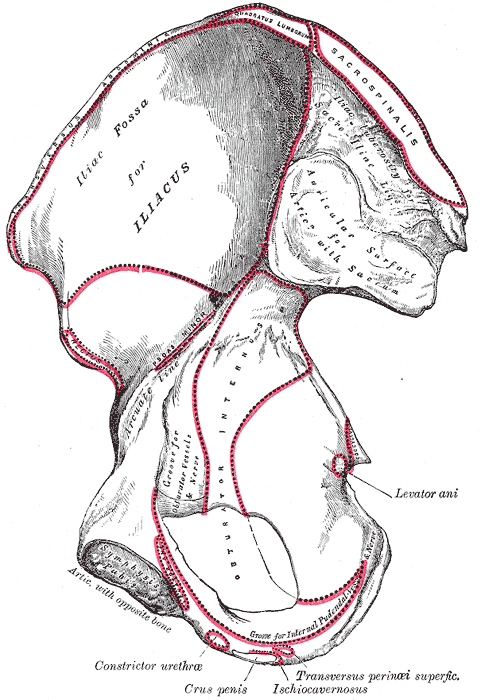
Hueso cadera derecha. Superficie interna.
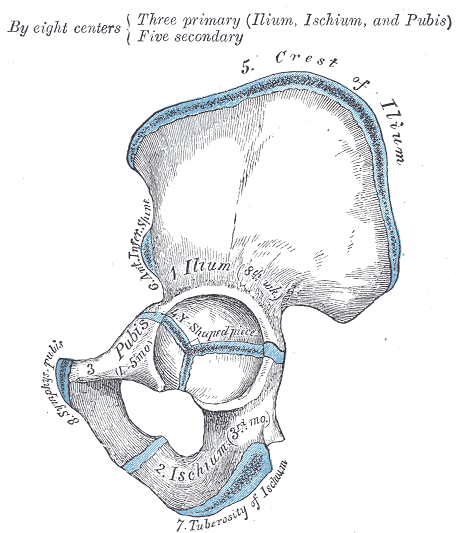
Plano de osificación de cadera.
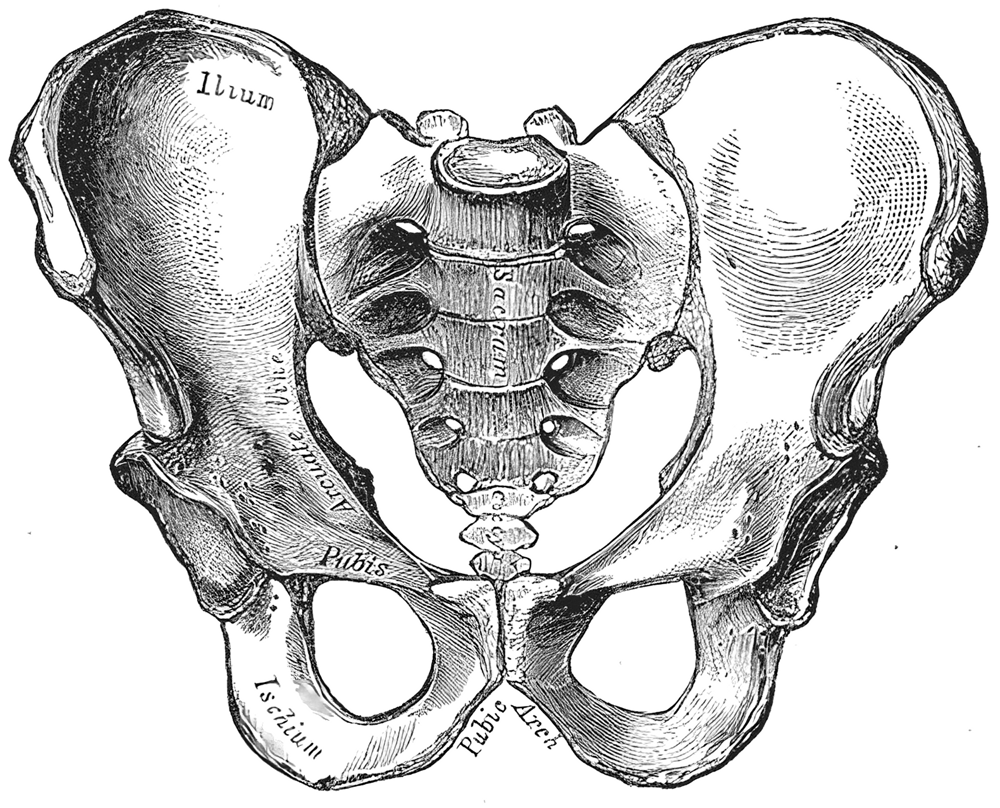
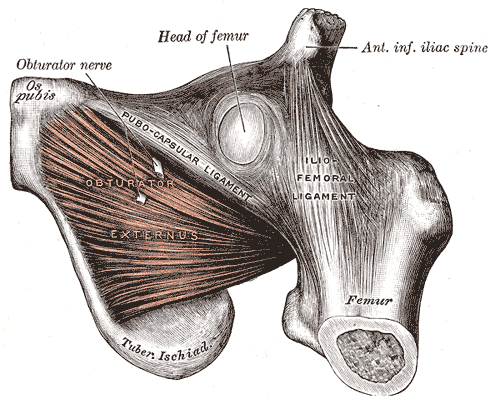
Obturator externo.
Pelvis

- Datos: Q531029
- Multimedia: Ischium / Q531029